# Debbie Wasserman Schultz

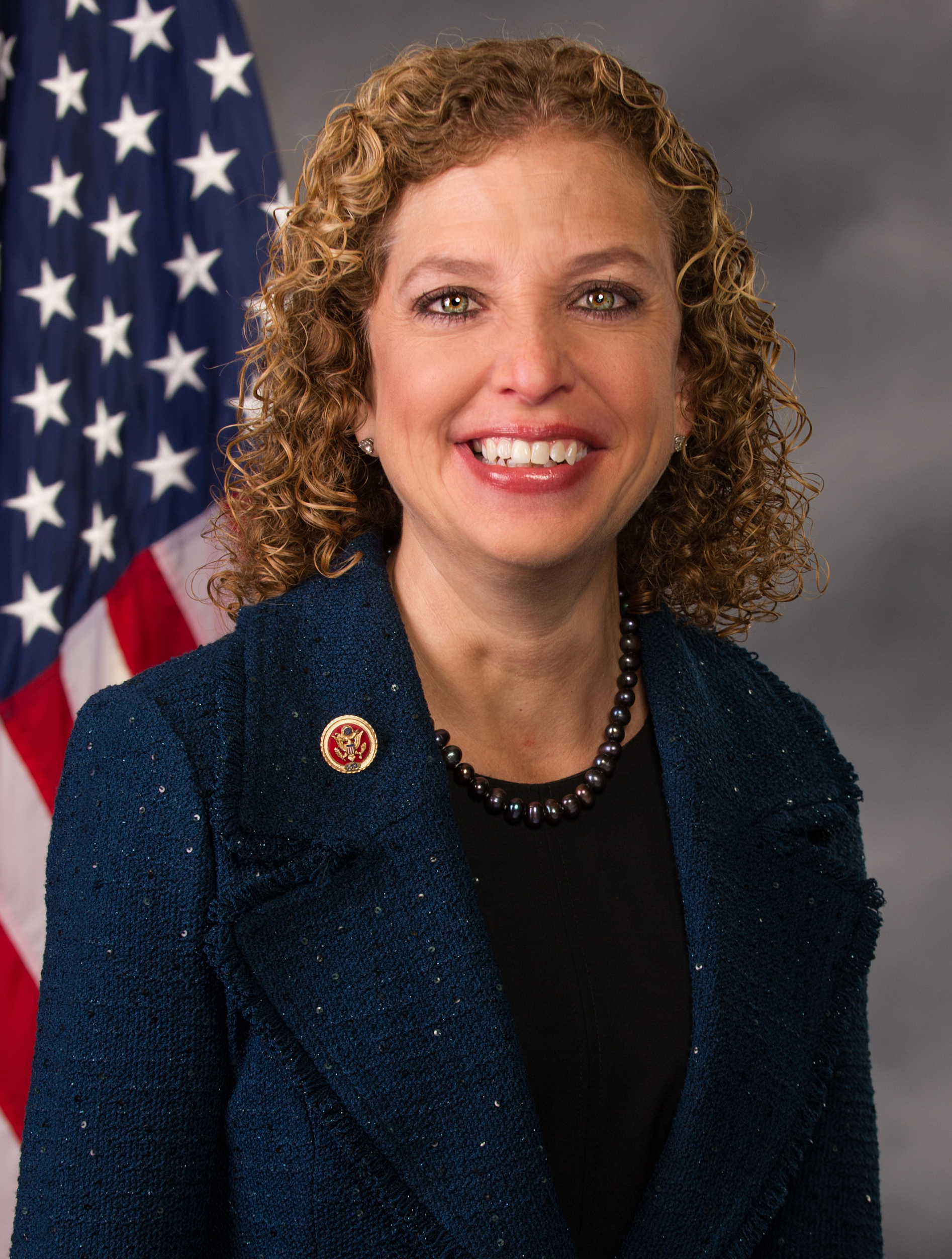
Debbie Wasserman Schultz (2014)

Deborah „Debbie“ Wasserman Schultz (geborene Wasserman; * 27. September 1966 in Forest Hills, Queens, New York City, New York) ist eine amerikanische Politikerin der Demokratischen Partei. Sie vertritt seit 2005 einen Teil des Südostens Floridas mit Miami Beach im Repräsentantenhaus der Vereinigten Staaten, bis 2013 im 20. und seitdem im 23. Distrikt. Sie war von 2011 bis 2016 Vorsitzende des Democratic National Committee.

## Familie, Ausbildung und Beruf
Wasserman Schultz ist die Tochter von Lawrence und Ann Wassermann und wuchs in Long Island auf. Sie studierte an der University of Florida in Gainesville und erhielt dort 1988 den Bachelor of Arts sowie 1990 den Master of Arts in Politikwissenschaft. Dort war sie Präsidentin des Student Senate (Studenten-Parlament). Nach ihrem Studium wurde sie Mitarbeiterin des demokratischen Abgeordneten Peter R. Deutsch im Repräsentantenhaus von Florida. Als dieser bei der Wahl 1992 nicht wieder antrat, sondern sich für die Wahl 1992 zum Repräsentantenhaus der Vereinigten Staaten bewarb, kandidierte sie für seinen bisherigen Sitz. Kurz zuvor heiratete Debbie Wassermann den Bankier Steve Schultz. Sie haben drei Kinder.
Wasserman Schultz ist jüdischen Glaubens und aktives Mitglied in der zionistischen Frauenorganisation Hadassah.
Sie lebt mit ihrer Familie in Weston (Florida).

## Politische Laufbahn

### Bundesstaat Florida
Von 1992 bis 2000 gehörte sie dem Repräsentantenhaus von Florida an, in das sie 1992 mit 26 Jahren als bis dahin jüngste Abgeordnete gewählt worden war. Zwei Jahre lang war sie Fraktionsvorsitzende der dortigen Demokraten. Im Anschluss saß sie von 2000 bis 2004 im Staatssenat.

### Democratic National Committee
Nach dem Rücktritt Tim Kaines wurde sie am 4. Mai 2011 auf Vorschlag von US-Präsident Barack Obama zu dessen Nachfolgerin als Vorsitzende des Democratic National Committee (DNC), der Organisation der Bundespartei, gewählt. Zuvor hatte sie dem DNC-Vorstand als stellvertretende Vorsitzende angehört. Schultz war nach Jean M. Westwood und Debra DeLee die dritte Frau an der Spitze der Demokraten. In die Kritik geriet sie für ihre Organisation des parteiinternen Vorwahlkampfs zur US-Präsidentschaftswahl 2016. Kurz vor Beginn des Nominierungsparteitags Ende Juli 2016 veröffentlichte die Enthüllungsplattform Wikileaks E-Mails vom internen Server des DNC, die belegten, dass die Parteiführung Hillary Clinton im Vorwahlverfahren gegenüber ihrem schließlich unterlegenen Konkurrenten Bernie Sanders bevorzugte. Obwohl die Statuten des DNC verlangen, sich im Vorwahlkampf neutral zu verhalten, wurde unter anderem darüber nachgedacht, Sanders’ persönliche Religiosität zum Thema zu machen. Sanders’ Anhänger reagierten mit Protesten und Demonstrationen. Anhänger Sanders’ und Mitarbeiter der demokratischen Wahlkampagne reichten wegen offensichtlicher Parteilichkeit sowie wegen unzureichender Bezahlung Verbandsklagen gegen das DNC ein. Wasserman Schultz kündigte zunächst an, auf dem Parteitag keine Rede zu halten, trat aber schließlich am Tag vor Beginn des Parteitags als DNC-Vorsitzende zurück. Unmittelbar darauf machte Hillary Clinton sie zur „Ehrenvorsitzenden“ ihrer Präsidentschaftskampagne für die geplante „50-Staaten-Strategie“.

### US-Repräsentantenhaus
Nachdem Deutsch angekündigt hatte, bei der Wahl 2004 nicht wieder für sein Kongressmandat anzutreten, kandidierte Wasserman Schultz selbst im 20. Kongresswahlbezirk Floridas. Sie warb Spenden in Höhe von einer Million US-Dollar ein und gewann das Mandat mit 70 Prozent der Stimmen. Sie war die erste jüdische Kongressabgeordnete Floridas. Wasserman Schultz konnte ihren Wahlbezirk bei den folgenden drei Wahlen (2006 bis 2010) jeweils deutlich gewinnen. Bei den Wahlen 2012 trat sie dann im 23. Distrikt an. Auch diese Wahl konnte sie deutlich gewinnen.
In der parteiinternen Vorwahl für ihr Kongressmandat erhielt Wasserman Schultz 2016 erstmals einen ernsthaften Herausforderer, den Progressiven Tim Canova, der von Bernie Sanders unterstützt wurde. Sie gewann die parteiinterne Vorwahl mit 57 zu 43 Prozent und besiegte in der Hauptwahl im November ihren republikanischen Herausforderer Joe Kaufman mit etwa 16 Prozentpunkten Vorsprung. Bei der Halbzeitwahl in Donald Trumps erster Präsidentschaft im November 2018 konnte sie Joe Kaufman wiederum besiegen und somit ihren Sitz im Kongress der Vereinigten Staaten verteidigen.
Die Wahl 2020 konnte sie ebenfalls gewinnen, damit vertritt sie ihren Bundesstaat eine weitere Legislaturperiode im Repräsentantenhaus des 117. Kongresses, welche noch bis zum 3. Januar 2023 läuft.
Die Primary (Vorwahl) ihrer Partei am 23. August für die Wahlen 2022 konnte sie mit über 89 % klar gewinnen. Sie wird dadurch am 8. November 2022 erneut gegen Carla Spalding von der Republikanischen Partei antreten, die sie schon bei der letzten Wahl geschlagen hatte und setzte sich mit 55,1 Prozent gegen die Republikanerin durch. Bei der Wahl 2024 gewann Wasserman Schultz Vorwahl mit 83,2 Prozent und die Hauptwahl gegen den Republikaner Christopher Eddy mit 54,5 Prozent. Die daraus folgende Legislaturperiode im 119. Kongress dauert bis zum 3. Januar 2027.

#### Ausschüsse
Wasserman Schultz ist aktuell Mitglied in folgenden Ausschüssen des Repräsentantenhauses:
- Committee on Appropriations
  - Agriculture, Rural Development, Food and Drug Administration, and Related Agencies
  - Energy and Water Development, and Related Agencies
  - Military Construction, Veterans Affairs, and Related Agencies (Vorsitz)
- Committee on Oversight and Reform
  - Civil Rights and Civil Liberties
  - National Security

Sie ist außerdem Mitglied in der New Democrat Coalition sowie in über 60 weiteren Caucuses.